# وی۴۶۴۱ کمان
وی۴۶۴۱ کمان یک ستاره است که در صورت فلکی کمان قرار دارد.